# Sturmgeschütz IV
A Sturmgeschütz IV (Sd.Kfz. 167, rövidítve StuG IV) a Harmadik Birodalomban kifejlesztett rohamlöveg, amelyet a második világháború során alkalmaztak.

## Fejlesztése
Az 1943-as kurszki és észak-afrikai vereséget követően a németek minden fronton elvesztették a katonai kezdeményezés lehetőségét, és védekező harcokra kényszerültek. Ezekben a hadműveletekben is kulcsszerepet kaptak a rohamlövegek, amelyeket többnyire immár páncélhárításra és „harckocsi-pótlóként” alkalmaztak. A rohamlövegek gyártása sokkal egyszerűbb és olcsóbb volt a toronnyal ellátott harckocsiknál, ezért sok esetben a páncélos alakulatok harckocsi-veszteségeit is rohamlövegekkel pótolták. A növekvő veszteségek pótlására a rohamlövegek gyártását nagymértékben kellett növelni.
1943-ban a szövetséges légierők (USAAF, RAF) intenzív légi hadjáratot indítottak a német ipar szétzúzásának érdekében. A szövetségesek elsődleges célpontjai között szerepeltek a német hadiüzemek, így a StuG III-ast is gyártó Alkett és MIAG cégek üzemei. A termelés csökkenése és a növekvő igények miatt a Heereswaffenamt hozzákezdett egy alternatív megoldás kereséséhez. A feladat megoldására a Krupp Művek vállalkozott. Elképzelésük nagyon is egyszerű volt: a nagy mennyiségben rendelkezésre álló Pz.kpfw. IV-es harckocsialvázak, ill. a StuG III-as felépítményének és lövegének felhasználásával hozzanak létre egy új rohamlöveg típust. Így született meg a Sturmgeschütz IV-es (StuG IV), amely az Sd.Kfz. 167-es típus-sorszámot kapta. A StuG IV sok tulajdonságában felülmúlta elődjét, hiszen nagyobb teherbírású alvázra építették rá a StuG III-as viszonylag könnyű felépítményét, ami nagymértékben növelte a jármű mozgékonyságát és hatótávolságát.
Mindkét rohamlöveg típust párhuzamosan gyártották a német üzemek egészen a háború végéig. 1943 decembere és 1945 márciusa között összesen 1139 StuG IV-es rohamlöveg készült a Krupp-Művek Ruhr-vidéki üzemeiben.

## Alkalmazás
A rohamlövegek tekintet nélkül arra, hogy az StuG III-as vagy StuG IV-es típusúak voltak-e, ugyanazt a feladatot látták el és ezért a két típust vegyesen használták a különböző rohamlöveggel felszerelt alakulatoknál. A StuG IV-eseket a StuG III-asokkal együtt önálló Sturmgeschütz Abteilung-okba szervezték 1942 végén, a Sturmgeschütz Abteilung-ok rohamlöveg számát megnövelték az addigi 18-ról 28-ra. Az ütegek (Sturmgeschütz Batterie) száma továbbra is három maradt zászlóaljanként, de a szakaszokban szolgáló rohamlövegek számát kettőről háromra növelték. A rohamlövegek zászlóaljankénti számát később 3 parancsnoki rohamlöveg hozzáadásával 31-re növelték. Ez a Sturmgeschütz Brigade néven ismert szerveződési forma gyakorlatilag a háború végéig változatlanul fennmaradt.
1944 júniusában egy új szervezeti sémát vezettek be az eddigi megtartása mellett: a Sturmartillerie Brigade elnevezést kapta és rendszerint 45 rohamlöveg (33 StuG III/IV és 12 StuH 42) alkotta. Egy Sturmartillerie Brigade három ütegből állt, minden üteghez két parancsnoki jármű tartozott. Egy ütegben két szakasz StuG III/IV (2x4db) és egy szakasz StuH 42 (4db) szolgált. A Sturmartillerie Brigade-ok szerveződési formája a háború végéig változatlanul maradt.
A fentiekben ismertetett kialakítás azonban a háború vége felé egyre ritkábban valósult meg, mivel sohasem állt rendelkezésre elegendő rohamlöveg ahhoz, hogy minden alakulatot teljesen feltöltsenek. 1942-43-tól kezdődően – a németek stratégiájához hasonlóan – a rohamlövegek szerepe is megváltozott: egyre inkább páncélvadászokként vagy vadászpáncélos ként alkalmazták őket a védekező harcokban. 1944-45-ben egyre általánosabbá vált az a gyakorlat, hogy a páncélos-hadosztályok harckocsi-veszteségeit is rohamlövegekkel igyekeztek pótolni. Márpedig a Wehrmacht veszteségei olymértékben nőttek, hogy a német ipar már nem bírta azokat teljes értékű, általában drága és bonyolult harckocsikkal pótolni.
A StuG IV mindent egybevetve sikeres típus volt, tökéletes kiegészítője illetve helyettesítője a StuG III-asnak. Mind rohamlövegként, mind páncélvadászként és vadászpáncélosként megállta helyét a harcmezőn.